# Jože Javoršek

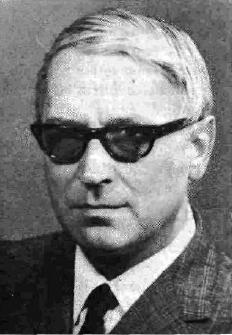
Jože Javoršek (1969)

Jože Javoršek (eigentlich: Jože Brejc; * 20. Oktober 1920, Velike Lašče, Königreich der Serben, Kroaten und Slowenen; † 2. September 1990 in Ljubljana, SFRJ) war ein slowenischer Schriftsteller, Lyriker, Dramatiker, Essayist und Übersetzer.

## Leben
Nach der Schulzeit am Erzbischöflichen klassischen Gymnasium in Šentvid und am klassischen Gymnasium in Ljubljana studierte Brejc Slawistik an der Philosophischen Fakultät der Universität Ljubljana. Nach dem Überfall Jugoslawiens durch die deutsche Wehrmacht schloss er sich als Christlich-Sozialer der Osvobodilna fronta (OF) an. 1943 protestierte er anfangs gegen die sog. Dolomiten-Erklärung (Dolomitska izjava), die die Organisation des Widerstands unter der alleinigen Führung der kommunistischen Partei festschrieb. Er verfasste Artikel für die Zeitung Slovenski poročevalec und leitete von 1944 bis zum Kriegsende den Widerstandssender Radio OF. Er war persönlicher Sekretär von Edvard Kocbek, der Minister für Slowenien in der noch vor Kriegsende installierten jugoslawischen Interrimsregierung war. Ende 1945 ging Brejc nach Paris, um an der Sorbonne zu studieren, er arbeitete einige Zeit als Referent für die jugoslawische Emigration in Frankreich an der jugoslawischen Botschaft. Nach seiner Rückkehr Ende 1948 wurde er (zusammen mit Vitomil Zupan und Dušan Pirjevec) diverser Verbrechen gegen die öffentliche Moral und der staatsfeindlichen Agitation und Propaganda angeklagt und in einem inszenierten Prozess zu sieben und nach Revision des Urteils zu zwölf Jahren Zuchthaus verurteilt. Nach der vorzeitigen Entlassung 1952 nahm Brejc offiziell den Mädchennamen seiner Mutter Javoršek an. 1961 wurde er wissenschaftlicher Mitarbeiter der Akademie der Wissenschaften und Künste (SAZU) in Ljubljana, 1967–1982 war er Büroleiter Josip Vidmars an der Akademie.

## Werk
Javoršek publizierte als Gymnasiast erste Gedichte in der Zeitschrift Mentor. Seine Gedichte aus der Kriegszeit sind im Band Partizanska lirika (1947, Partisanenlyrik) erschienen. In seiner Dramatik, in der er sich u. a. an zeitgenössischen französischen Vorbildern orientierte, gilt Javoršek als Modernist. Seine stark von Erinnerungen geprägte Essayistik mündet häufig in persönliche Abrechnung und Polemik, die gegen ehemalige Weggefährten gerichtet ist. Während der politischen Verfolgung Edvard Kocbeks wegen dessen Äußerungen über die Ermordung von Domobranzen nach Kriegsende polemisierte Javoršek, der sich selbst als "Partisan in der Literatur" bezeichnete, herablassend gegen die Intervention Heinrich Bölls, welche Kocbek immerhin die Verhaftung ersparte. Er schrieb Essays über das Theater und Biographien zu Primož Trubar und Lili Novy; sein Band Srečanja (1958, Begegnungen) enthält Interviews mit französischen Schriftstellern. Über Slowenien hinaus bekannt wurde seine auf Französisch geschriebene und in Paris erschienene Autobiographie La mémoire dangereuse (1987, dt. Gefährliche Erinnerung, 1989), in welcher Javoršek u. a. die Umstände seiner Inhaftierung und sein Verhältnis zu den Mithäftlingen beschreibt. Sein letztes, auf fünf Bände angelegtes Werk Spomini na Slovence (1989–1990, Erinnerungen an die Slowenen) blieb unvollendet.
Javoršek übersetzte aus dem Französischen (u. a. Jean Anouilh, Albert Camus, Jean Giraudoux, Eugène Ionesco, Molière, Racine, Jean-Paul Sartre, Hippolyte Taine), Deutschen (Friedrich Dürrenmatt) und Bosnischen (Nusret Idrizović, Meša Selimović). Für sein literarisches und essayistisches Werk wurde er mehrfach ausgezeichnet.

## Publikationen (Auswahl)
Partizanska lirika. Ljubljana: Slovenski knjižni zavod 1947.
Usoda poezije: 1939–1949. [Ljubljana]: Partizanska knjiga, 1972.
Primož Trubar. Ljubljana: Partizanska knjiga, 1977. Deutsch: Primož Trubar. Aus dem Slowenischen übersetzt von Richard Götz und Metka Wakounig. Mit einer Einleitung von Karl W. Schwarz. Klagenfurt/Celovec 2011.
Črna krizantema. Maribor: Obzorja 1980.
Bard Iucundus. Slowenisch/deutsch. Klagenfurt/Celovec: Aula Slovenica, [1984].
La mémoire dangereuse. Paris : Arléa 1987. Deutsch: Gefährliche Erinnerung. Aus dem Französischen von Bertram K. Steiner. Klagenfurt, Salzburg: Wieser 1989.
Spomini na Slovence I-III. [Trst]: Založništvo tržaškega tiska ; Ljubljana: Adit 1989.